# Schlacht von Ticonderoga (1759)
Die Schlacht von Ticonderoga 1759 war eine Auseinandersetzung während des Siebenjährigen Krieges um den Besitz des wichtigen Forts Ticonderoga am Lake Champlain. Sie war Teil eines Doppelangriffs auf das französische Kanada, dessen Hauptstoß General James Wolfe von See her mit der entscheidenden Belagerung von Québec führte, wo schließlich die Vormachtstellung Großbritanniens in Kanada gesichert wurde.
Im Sommer 1758 war eine große, zahlenmäßig überlegene britische Armee in der Schlacht von Carillon am später zum Fort Ticonderoga umbenannten Fort Carillon  von französischen Truppen geschlagen worden. Im darauffolgenden Winter 1758/1759 war aber der Großteil der französischen Besatzung des Forts zur Verteidigung von Québec, Montreal und der westlich gelegenen französischen Forts abgezogen worden. 
Im Jahr 1759 machte sich Sir Jeffrey Amherst daher an die Rückeroberung und zog vom Lake George nach Norden, um die Versorgungswege von Fort Carillon/Ticonderoga abzuschneiden. Die Briten lernten aus ihren Fehlern der blutig gescheiterten Belagerung vom Vorjahr, bei dem in einem Frontalangriff allein etwa 1940 Mann der Black Watch (42nd Regiment of Foot) fielen. 11.000 Briten unter Amherst erreichten Ticonderoga am 22. Juli und begannen die Belagerung. Am 23. Juli zogen sich der Großteil der 3500 Franzosen und Kanadier in der Festung unter dem Oberbefehl von Oberst François-Charles de Bourlamaque auf die Insel Isle aux Noix im Lake Champlain zurück und ließen nur 400 Mann unter Hauptmann de Hébécourt zurück. Dieser sollte die Festung so lange wie möglich halten, zog sich aber am 26. Juli 1759 ebenfalls zurück, nicht ohne vorher ihr Pulverlager in die Luft zu jagen.
Amherst konnte die Verfolgung nicht aufnehmen, da ihm Schiffe fehlten. Er baute das durch die Explosion schwer zerstörte Fort Ticonderoga wieder auf und ließ auch zwei Schiffe bauen, überwinterte dann aber in Ticonderoga und im ebenfalls eroberten Fort Crown Point. Durch diese Verzögerungen kam Amherst allerdings zur Unterstützung von Wolfe in Quebec zu spät. Gleichzeitig zur Belagerung von Ticonderoga wurde das Fort Niagara belagert, das sich ebenfalls den Briten ergeben musste.
Für weitere Schlachten dieses Namens siehe: Schlacht von Ticonderoga